# Der Nord-Berliner
Der Nord-Berliner war eine regionale Monatszeitschrift (bis 2016 Wochenzeitung), die in Berlin und dem nördlichen Umland erschien. 1894 gründete Wilhelm Möller die Druckerei Möller Druck, in welcher die Nord-Berliner Tagespost herausgegeben wurde. Nach Ende des Zweiten Weltkriegs baute Adolf Möller die Druckerei seines Vaters wieder auf und veröffentlichte die Nord-Berliner Tagespost ab 1949 unter dem Namen Der Nord-Berliner.
Am 1. Juli 2014 wurde der Nord-Berliner Zeitung und Zeitschriftenverlag GmbH an Dirk Laudahn, Berlin-Hermsdorf verkauft. Laudahn war alleiniger, geschäftsführender Gesellschafter. Die Chefredaktion wurde der Journalistin Simone Bischof übertragen. Im September 2014 beschäftigte der Verlag 7 Mitarbeiter. Als Ergänzung zur Monatszeitschrift gab der Verlag ein Magazin mit dem Namen „Spreepulver“ heraus. Dieses Magazin erschien viermal im Jahr und wurde kostenlos verteilt.
Im Oktober 2016 wurde auf der Facebook-Seite des Nord-Berliners mitgeteilt, dass die Zeitschrift aufgrund wegbrechender Anzeigen-Einnahmen ab sofort eingestellt wird. Die Zukunft wird als „offen“ bezeichnet.